# Центральный резервный банк Сальвадора
Центральный резервный банк Сальвадора (исп. Banco Central de Reserva de El Salvador) — центральный банк Сальвадора.

## История
В 1877 года начат выпуск банкнот правительства Сальвадора.
В 1880 году основан Международный банк Сальвадора, имевший первоначально исключительное право выпуска банкнот. Позже это право получили другие банки: Западный банк (основан в 1899 году), Сельскохозяйственный коммерческий банк (основан в 1895 году). Периодически право выпуска банкнот получали и другие банки: Индустриальный банк Сальвадора (функционировал в 1895—1906 годах), Национальный банк Сальвадора (функционировал в 1906—1913 годах) и др.
К 1934 году право эмиссии имели три банка: Сельскохозяйственный коммерческий банк, Западный банк, Сальвадорский банк (основан в 1885 году как Частный банк Эль Сальвадора, переименован в 1891 году).
19 июня 1934 года принят закон о создании Центрального резервного банка Сальвадора, получившего монопольное право эмиссии. Банк был создан в форме «анонимного общества» путём реорганизации Сельскохозяйственного коммерческого банка. В том же году банк начал выпуск банкнот. С 20 апреля 1961 года банк стал государственным учреждением.